# 小行星4718
小行星4718（4718 Araki）是一颗绕太阳运转的小行星，为主小行星带小行星。该小行星于1990年11月13日发现。

## 轨道参数
小行星4718的轨道半长轴为2.3595914 UA，离心率为0.161。